# Onorato Fascitelli
Onorato Fascitelli (Isernia, 1502 – Roma, 1564) è stato un vescovo cattolico e monaco cristiano italiano dell'ordine benedettino.

## Biografia
Vescovo di Isola, è stato un poeta, letterato ed umanista del Cinquecento, amico di Pietro Bembo e Pietro Aretino.
Di idee religiose valdesiane, fu maestro di Sertorio Quattromani. Il cardinale Giovanni Maria Ciocchi del Monte (futuro Papa Giulio III) gli affidò l'educazione del suo protetto Santino che fatto adottare, divenne a soli 18 anni il cardinale Innocenzo Ciocchi del Monte.
A lui è stato dedicato il Liceo Classico di Isernia.